# Dominio di Ōgaki

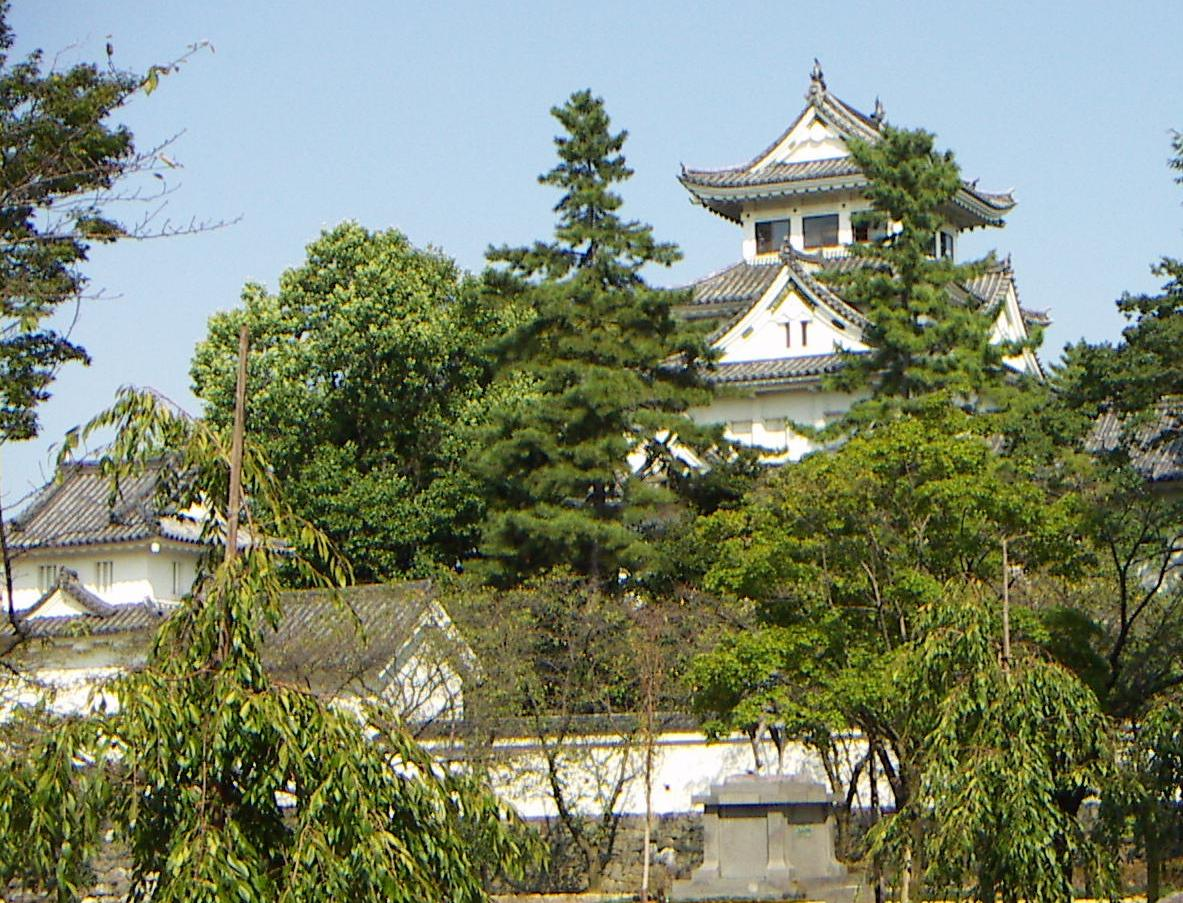
Il castello di Ōgaki.

Il Dominio di Ōgaki (大垣藩?, Ōgaki-han) è stato un dominio giapponese del periodo Edo, situato nella provincia di Mino. La città di Ōgaki si trova attualmente nella prefettura di Gifu.

## Storia
Storicamente, l'area di Ōgaki è stata un punto di transito molto importante tra la provincia di Mino e quella di Ōmi. Nel periodo Edo, il dominio passò di mano diverse volte prima di essere concesso al clan Toda, che lo mantenne fino alla restaurazione Meiji.
Il dominio di Ōgaki prese parte alla guerra Boshin, supportando prima lo shogunato e in seguito l'esercito imperiale nell'offensiva contro l'Aizu e l'alleanza dei domini del nord.
Nel periodo Meiji, la famiglia Toda di Ōgaki ricevette il grado di visconte (伯爵 hakushaku) nel nuovo sistema nobiliare, il kazoku.

## Lista dei daimyo
Clan Ishikawa (Fudai; 50,000 koku)
1. Ishikawa Yasumichi
2. Ishikawa Ienari
3. Ishikawa Tadafusa

Clan Matsudaira (Fudai; 20,000 koku)
1. Matsudaira Tadayoshi
2. Matsudaira Norinaga

Clan Abe (Fudai; 50,000 koku)
1. Abe Nagamori
2. Abe Nobukatsu

Clan Matsudaira (Shinpan; 60,000 koku)
1. Matsudaira Sadatsuna

Clan Toda (Fudai; 100,000 koku)
1. Toda Ujikane
2. Toda Ujinobu
3. Toda Ujiaki
4. Toda Ujisada
5. Toda Ujinaga
6. Toda Ujihide
7. Toda Ujinori
8. Toda Ujikane
9. Toda Ujimasa
10. Toda Ujiakira
11. Toda Ujitaka
12. Toda Ujihide